# Małgorzata Bawarska

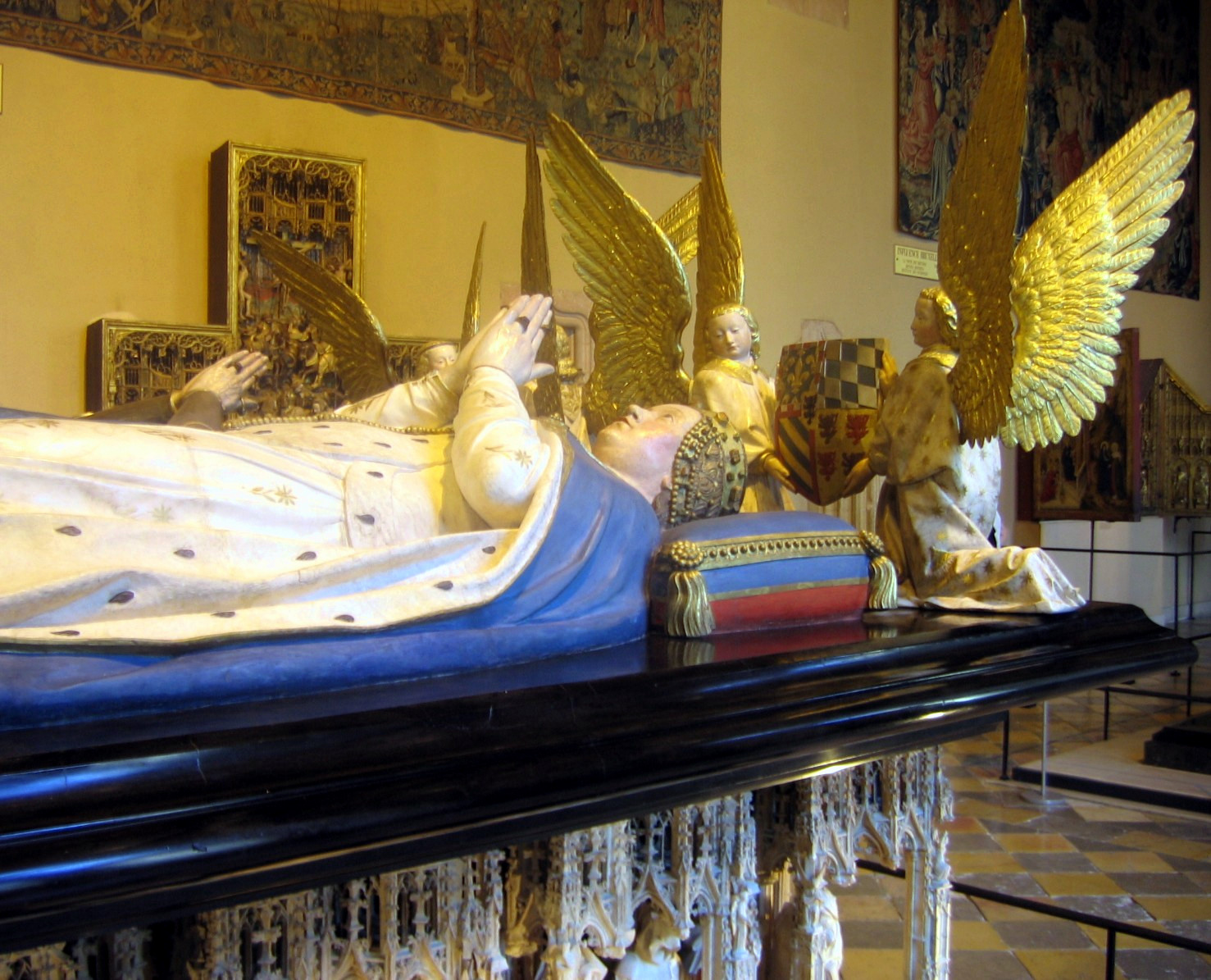
Grobowiec Małgorzaty i Jana bez Trwogi w kaplicy pałacu w Dijon

Małgorzata Bawarska (ur. 1363 zapewne w Hadze; zm. 1423 w Dijon) – córka księcia Albrechta I i Małgorzaty, córki Ludwika I brzeskiego.

## Życiorys
12 kwietnia 1385 podczas podwójnego wesela w Cambrai poślubiła Jana bez Trwogi. Małgorzata urodziła jednego syna i siedem córek:
- Małgorzata (1390 - 30 stycznia 1441), żona Ludwika Walezjusza, księcia Gujenny, i Artura III, księcia Bretanii
- Katarzyna (1391–1414), pani de Guise
- Maria (1393 - 30 października 1463), żona Adolfa II Kliwijskiego
- Izabela (1395 - 18 września 1412), żona Olivera de Blois-Bretagne, hrabiego Penthievre
- Filip III Dobry (30 czerwca 1396 - 15 czerwca 1467), książę Burgundii
- Joanna (październik 1399–1401)
- Anna Burgundzka (1404 - 14 listopada 1432), żona Jana Lancastera, 1. księcia Bedford
- Agnieszka Burgundzka (1407 - 1 grudnia 1476), żona Karola I, księcia de Burbon

Po zamordowaniu męża w 1419, Małgorzata wspierała swojego jedynego syna, usiłującego przejąć część Holandii należącą do jej bratanicy Jakobiny.

## Literatura
- Dorit-Maria Krenn, Joachim Wild, „fürste in der ferne“. Das Herzogtum Niederbayern-Straubing-Holland 1353–1425, Augsburg 2003.